# Îles Salomon britanniques
1893–1978
Entités précédentes :
- Nouvelle-Guinée allemande

Entités suivantes :
- Îles Salomon

Le protectorat britannique sur les îles Salomon est déclaré pour la première fois en 1893 sur les îles Salomon du Sud, quand le capitaine Gibson sur le HMS Curacoa, déclare les îles du sud comme protectorat britannique. D'autres îles seront déclarées faire partie du protectorat sur une période s'étendant jusqu'en 1900.

## Établissement et addition d'autres îles
Le protectorat est déclaré pour la première fois en 1893 sur les îles Salomon du Sud. Les formalités pour son établissement sont menées par des officiers de la Royal Navy, qui hissent le drapeau britannique et lisent la proclamation sur vingt-deux îles. De la même façon, les îles Bellona et Rennell et les îles Stewart sont ajoutées en 1897, et les îles Santa Cruz, les îles Reef, Anuda (Cherry), Fataka (Mitre) et les îles Trevannion et le groupe Duff (Wilson) en 1898. Le 18 août 1898 et le 1er octobre 1898, le Haut Commissaire pour le Pacifique ouest émet une proclamation déclarant (apparemment de façon superflue) que toutes ces îles feront dorénavant partie du protectorat. Les deux proclamations de 1898 sont remplacées par celle datée du 28 janvier 1899, dont le but n'était apparemment pas seulement de les consolider mais aussi de corriger des erreurs géographiques : elle liste "les îles Reef, le Swallow Group" et un groupe d'iles collectivement nommées "le Swallow Group" et elle inclut Trevannion dans les îles Santa Cruz.
Par une convention signée en 1899 et ratifiée en 1900, l'Allemagne renonce à ses droits sur les îles situées à l'est et au sud-est de Bougainville, et en octobre 1900, le haut commissaire émet une proclamation étendant le protectorat sur les îles en question, Choiseul, Yasabel, Shortland et les îles Faroe (chacune avec ses dépendances), le groupe de Tasman, le groupe de Lord Howe's et Gower Island.
Cette proclamation suit une activité missionnaire qui commence au milieu du XIXe siècle et l'établissement d'un protectorat allemand sur les îles Salomon du Nord à la suite du traité anglo-allemand de 1886. Les intérêts allemands sont transférés au Royaume-Uni lors de la convention tripartite des Samoa de 1899 en échange de la reconnaissance des droits allemands sur les Samoa occidentales,,,,.

## Seconde Guerre mondiale

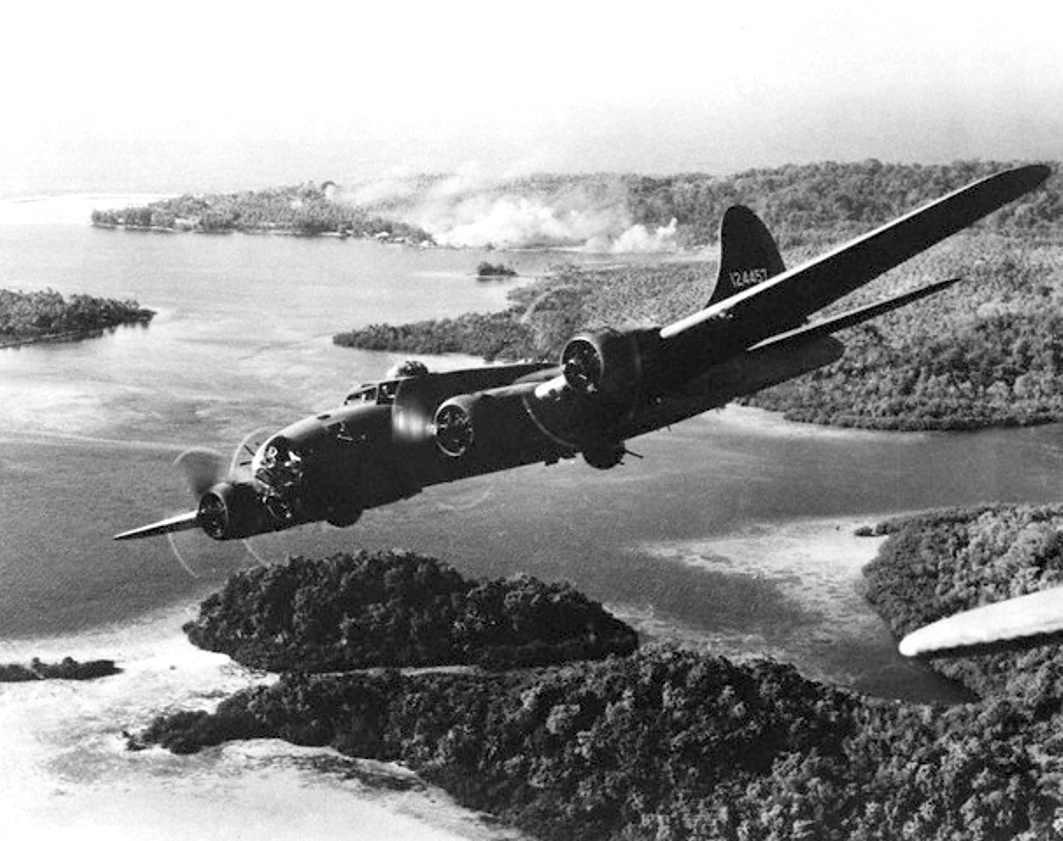
Un bombardier B-17 au-dessus de l'ile de Gizo.

Les forces japonaises occupent les îles Salomon en janvier 1942. La contre-offensive est menée par les États-Unis ; la première division des Marines américains débarque sur Guadalcanal et Tulagi en août 1942. Certains des combats les plus farouches de la Seconde Guerre mondiale ont lieu sur ces îles pendant presque trois ans.
Tulagi, le siège de l'administration britannique sur l'île de Nggela Sule dans la province centrale, est détruite dans les violents combats qui suivent le débarquement des marines américains. Ensuite, la bataille acharnée pour Guadalcanal, dont l'enjeu principal est le terrain d'aviation, Henderson Field, conduit au développement de la ville voisine de Honiara comme centre logistique pur les États-Unis.

### Biuku Gasa et Eroni Kumana
Les habitants Biuku Gasa et Eroni Kumana étaient des éclaireurs pour les alliés. Ils deviennent célèbres quand le National Geographic les crédite pour être les premiers à trouver le naufragé John Fitzgerald Kennedy et son équipage du PT-109 en utilisant une pirogue traditionnelle. Ils suggérèrent l'utilisation d'une noix de coco, qui fut par la suite gardée sur le bureau du président, pour envoyer un message de secours. Leurs noms ne sont pas cités dans la plupart des films et récits historiques et ils furent refoulés avant de pouvoir assister à l'investiture du président Kennedy, bien que le garde-côte australien rencontra le président. Ils reçurent la visite d'un membre de la famille Kennedy en 2002 alors qu'ils vivaient toujours dans des huttes traditionnelles sans électricité.

### Les conséquences de la guerre
L'impact de la guerre sur les insulaires est profond. Les destructions causées par les combats et les conséquences à plus long terme de l'introduction de matériels et machines modernes ainsi que les objets de la culture occidentale ont transformé la vie traditionnelle des îles isolées. La reconstruction fut lente en l'absence de dommage de guerre s'ajoutant à la destruction des plantations d'avant-guerre qui étaient le pilier de l'économie. De façon significative, l'expérience des insulaires comme ouvriers agricoles pour les alliés a conduit certain à une nouvelle appréciation du rôle de l'organisation économique et du commerce comme base du progrès matériel. Certaines de ces idées sont mises en pratique dans le mouvement politique de l'immédiat après-guerre "Maasina Ruru".

## Vers l’indépendance
La stabilité est restaurée pendant les années 1950. L'administration coloniale britannique construit un réseau de conseils locaux officiels. Sur cette fondation, les habitants avec l'expérience des conseils locaux commencèrent à participer au gouvernement central, d'abord à travers l'administration, puis à partir de 1960 à travers les nouvellement établis Conseil Législatif et Conseil Exécutif. Le protectorat ne possédait pas sa propre constitution avant 1960. Les membres des deux conseils étaient initialement choisis par le haut commissaire pour le Pacifique occidental mais progressivement de plus en plus de postes étaient soient directement élus soit choisis par les collèges électoraux formés par les conseils locaux. La première élection nationale eut lieu en 1964 pour le siège de Honiara, et en 1967, la première élection générale concernait les quinze sièges représentatifs du conseil législatif à l'exception du siège de la circonscription Eastern Outer Islands constituency, qui était encore choisi par le collège électoral.
De nouvelles élections ont lieu en 1970 et une nouvelle constitution est introduite. La constitution de 1970 remplace les deux conseils exécutifs et législatif par un seul conseil de gouvernement. Elle établit un gouvernement par comités où tous les membres du conseils siègent dans un ou plusieurs comités. Le but de ce système est de réduire les tensions entre les représentants élus et l'administration coloniale et d’entraîner les représentants élus aux responsabilités du gouvernement. Il est aussi prétendu que ce système est plus en conformité avec le style de gouvernement mélanésien. Néanmoins, l'opposition à la constitution de 1970 et au gouvernement par comités est plus forte. En conséquence, une nouvelle constitution est introduite en 1974 qui établit un gouvernement Westminster standard et donne aux habitants à la fois un premier ministre et un cabinet. Solomon Mamaloni devient le premier premier ministre du pays en juillet 1974 et le conseil de gouvernement est transformé en assemblée législative.